# テルマイコス湾

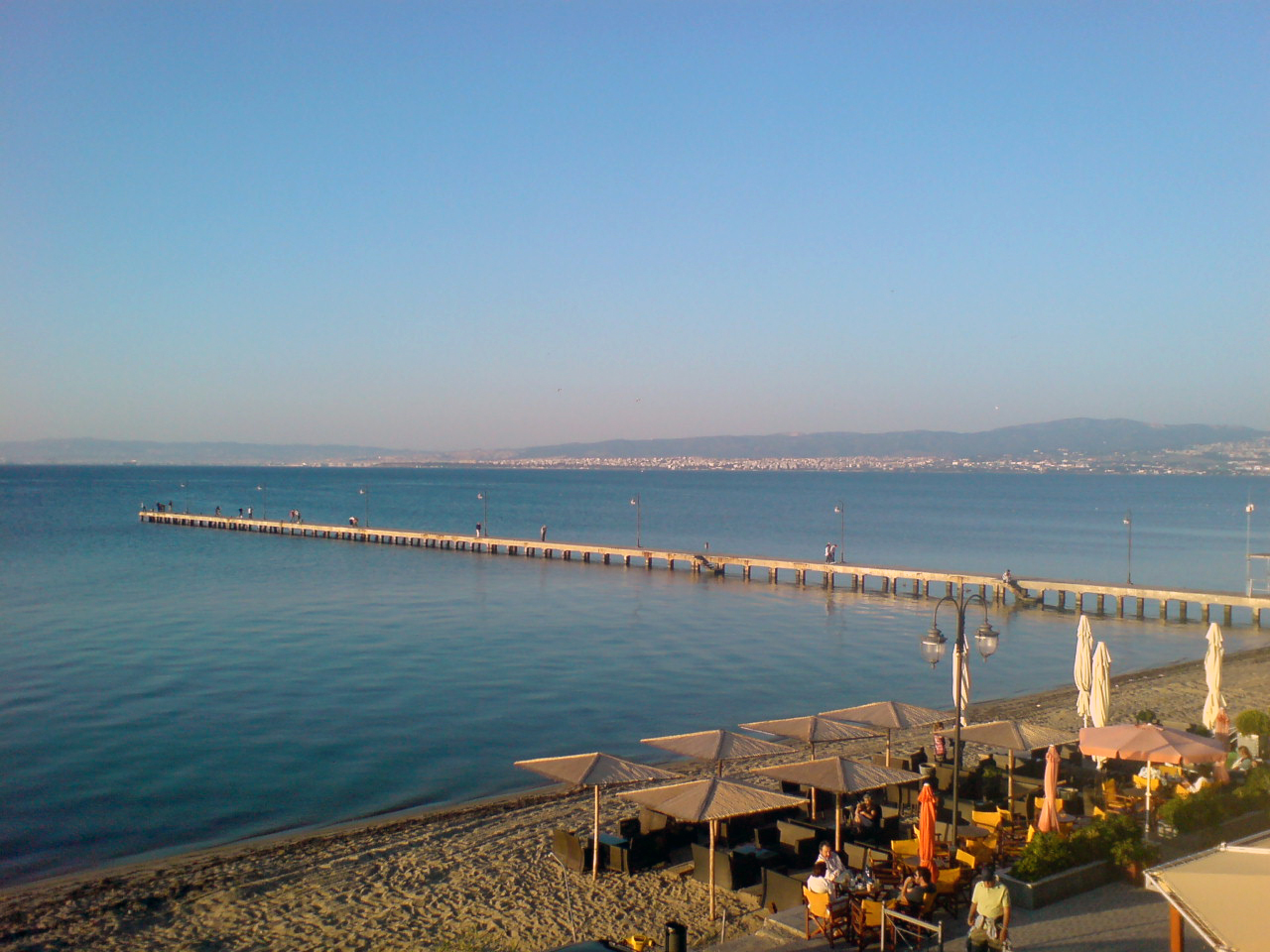
ペレアから見たテルマイコス湾

テルマイコス湾（ギリシア語: Θερμαϊκός Κόλπος、英語: Thermaic Gulf）は、エーゲ海の湾。テッサロニキ県の南、ピエリア県とイマティア県の東、ハルキディキ県の西に位置する。湾の名前は、北東岸にあった古代のテルマの町（現在のテッサロニキ）に由来する。テッサロニキ付近で全長（南北）100km、幅（東西）5km。北部の北端からメガロ・エンボーロ岬までの距離は15kmと推定され、そこからさらに50km南にわたって広がる。カッサンドラ岬が湾の南東端にある。
古代ローマではテルマイクス湾（テルマの湾）やマケドニクス湾（マケドニアの湾）として知られた。現代ではテッサロニキにちなんでサロニカ湾ともいわれる。
サニ (Sani) 、カッサンドレイア (Kassandreia) 、古代のポティダイア、ネア・ムダニア (Nea Moudania) 、アギア・トリアダ (Agia Triada) 、ネオイ・エピバテス (Neoi Epivates) 、ペライア (Peraia) 、カロホリ (Kalochori) 、メトニ (Methoni) 、ピュドナ (Pydna) 、パラリア・カテリニス (Paralia Katerinis) 、オリュンピアキ・アクティ (Olympiaki Akti) などの町々が湾に臨んで位置する。流入する河川としてはピニオス川、アリアクモン川、ルディアス川、ガリコス川、アクシオス川などがある。湾岸にあったペラなど多くの古代都市が現在、数km内陸で発見されていることから、古代のテルマイコス湾は今より大きかったことがわかっている。これは沖積層から削られた大量の泥土が、主に北部と西部で堆積したことによる。サニ・ビーチなど、多くの有名かつ汚されていないビーチがあるが、メトネからテッサロニキ西方のカロホリにかけての北西岸は湿地帯であるため、ビーチは存在しない。
湾内最大の港はテッサロニキ港で、その他12の小規模な港がある。西岸はA1/E75高速道路など、ギリシャ北部を通る主要幹線道が、東岸はほとんどの区間をA25が通っている。
座標: 北緯40度23分 東経22度47分 / 北緯40.383度 東経22.783度